# HC Ajoie
HC Ajoie är en schweizisk ishockeyförening som spelar i Nationalliga B som är den näst högsta ishockeyligan i Schweiz. Laget kommer från orten Porrentruy i västra Schweiz. Namnet Ajoie är taget från den region orten ligger i.

## Historia
Klubben grundades 1973. 1978 lyckades laget för första gången ta sig upp i 1.Liga som är den tredje högsta serien i Schweiz och 1982 gick laget för första gången upp i Nationalliga B. I början av 1980-talet pendlade man mellan dessa båda serier innan laget 1988 lyckades ta sig upp till Nationalliga A. Efterföljande år präglades nu istället av upp- och nedflyttning mellan dessa båda serier.
Under slutet av 1990-talet var laget tillbaka i 1.Liga vid två tillfällen. Sedan uppflyttningen 2000 har laget dock hållit sig kvar i Nationalliga B.